# Mathieu Cachbach
Mathieu Joseph Cachbach (Arlon, 23 maggio 2001) è un calciatore belga, centrocampista del Seraing.

## Carriera
Cresciuto nei settori giovanili di Virton e Metz, il 9 giugno 2021 firma il primo contratto professionistico con il club granata, di durata annuale, venendo subito ceduto in prestito al Seraing. Dopo aver rinnovato con i francesi fino al 2024, il 31 agosto 2022 viene acquistato a titolo definitivo dal Seraing, legandosi ai rossoneri con un biennale.

## Statistiche

### Presenze e reti nei club
Statistiche aggiornate al 7 novembre 2022.
| Stagione        | Squadra         | Campionato      | Campionato | Campionato | Coppe nazionali | Coppe nazionali | Coppe nazionali | Coppe continentali | Coppe continentali | Coppe continentali | Altre coppe | Altre coppe | Altre coppe | Totale | Totale | Totale |
| Stagione        | Squadra         | Comp            | Pres       | Reti       | Comp            | Pres            | Reti            | Comp               | Pres               | Reti               | Comp        | Pres        | Reti        | Pres   | Reti   |        |
| --------------- | --------------- | --------------- | ---------- | ---------- | --------------- | --------------- | --------------- | ------------------ | ------------------ | ------------------ | ----------- | ----------- | ----------- | ------ | ------ | ------ |
| 2021-2022       | Seraing         | D1              | 15+2       | 0          | CB              | 2               | 0               | -                  | -                  | -                  | -           | -           | -           | 19     | 0      |        |
| lug.-ago. 2022  | Metz            | L2              | 1          | 0          | CF              | 0               | 0               | -                  | -                  | -                  | -           | -           | -           | 1      | 0      |        |
| ago. 2022-2023  | Seraing         | D1              | 10         | 0          | CB              | 1               | 0               | -                  | -                  | -                  | -           | -           | -           | 11     | 0      |        |
| Totale Seraing  | Totale Seraing  | Totale Seraing  | 25+2       | 0          |                 | 3               | 0               |                    | -                  | -                  |             | -           | -           | 30     | 0      |        |
| Totale carriera | Totale carriera | Totale carriera | 26+2       | 0          |                 | 3               | 0               |                    | -                  | -                  |             | -           | -           | 31     | 0      |        |